# 公鉏极
公鉏极（？—？），中国春秋时期鲁国季氏分支公鉏氏，季武子长子公弥的曾孙。 
公鉏极、季寤、公山不狃在季孫氏不得志，叔孙辄不被叔孙州仇宠信，叔仲志在鲁国不得志，这五人依靠阳虎。阳虎想除掉三桓，以季寤取代季孫氏，以叔孙辄取代叔孙氏，自己取代孟孫氏。前502年十月初三，计划在蒲圃设享礼时杀死季桓子季孙斯。阳虎驱车在前，林楚为季孙斯驾车，阳越走在最后。将到蒲圃，季孙斯策反了林楚，林楚射杀了阳越。阳虎劫持鲁定公和叔孙武叔以攻打孟孫氏。公敛处父击败阳虎。季寤祭拜季孫氏的祖庙然后逃走。阳虎进入讙地、阳关而叛变。次年，阳虎失败，逃到晋国。